# أندرو ألبيسي
أندرو ألبيسي (بالفرنسية: Andrew Albicy)‏ مواليد 21 مارس 1990 في فرنسا، هو لاعب كرة سلة فرنسي بدأ مسيرته الاحترافية في سنة 2006 يلعب مع فريق بي سي إم جرافيلين في الدوري الفرنسي لكرة السلة الدرجة الأولى ويحمل الرقم 6.

## فرق لعب لها
- باريس لوفالوا
- بي سي إم جرافيلين

## الميداليات
| الميدالية | المسابقة                         |
| --------- | -------------------------------- |
| فضية      | بطولة أمم أوروبا لكرة السلة 2011 |

## روابط خارجية
- أندرو ألبيسي على موقع الاتحاد الدولي لكرة السلة (الإنجليزية)
- أندرو ألبيسي على موقع الدوري الإسباني لكرة السلة (الإسبانية)
- أندرو ألبيسي على موقع كرة السلة الأوروبية.كوم (الإنجليزية)
- أندرو ألبيسي على موقع DraftExpress.com (الإنجليزية)
- أندرو ألبيسي على موقع ريلجم (الإنجليزية)
- أندرو ألبيسي على موقع بروبوليرز (الإنجليزية)
- أندرو ألبيسي على موقع سبورتس رفرنس (الإنجليزية)
- أندرو ألبيسي على موقع اللجنة الأولمبية الدولية (الإنجليزية)
- أندرو ألبيسي على موقع أوليمبيديا (الإنجليزية)